# Amegilla elephas
Amegilla elephas är en biart som först beskrevs av Maurits Anne Lieftinck 1944.  Amegilla elephas ingår i släktet Amegilla och familjen långtungebin. Inga underarter finns listade i Catalogue of Life.